# Montardo
El Montardo es una cima de los Pirineos Centrales situada en la comarca del Valle de Arán (provincia de Lérida). Su altitud es de 2833 m y, por su vistosidad y situación, es una de las montañas más conocidas de esta comarca y de todo el Pirineo, coloquialmente se denomina Montarto.

## Descripción

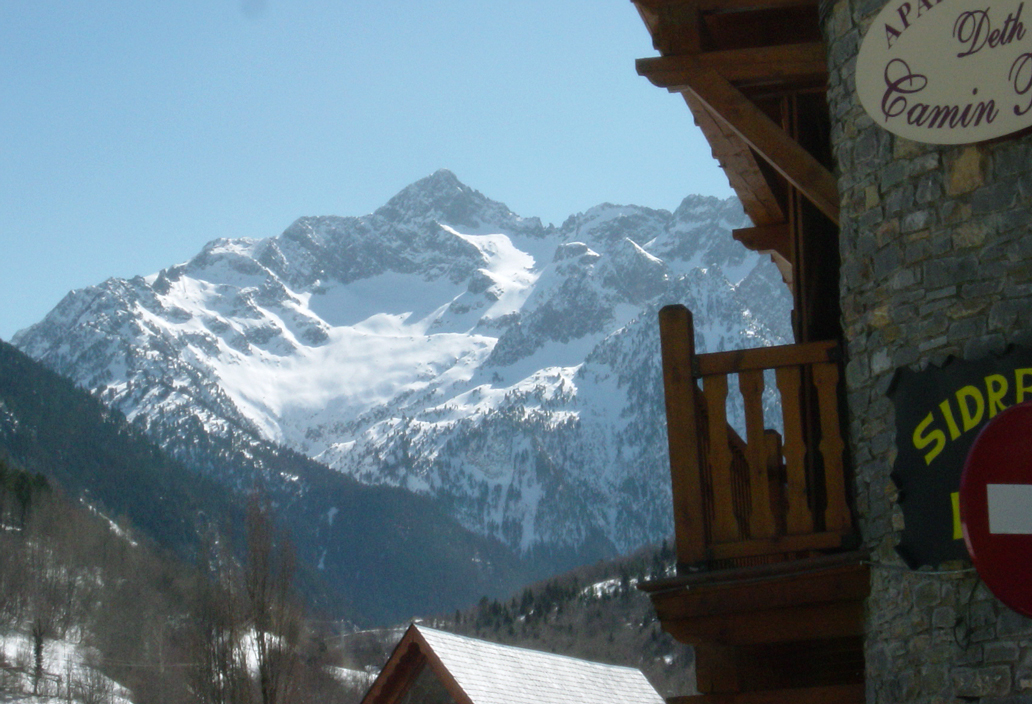
Cara norte del Montardo.

A pesar de la severidad de su aspecto, cuando se contempla desde Valarties, es una cima de fácil ascensión desde la vertiente sur. Debido a esto no se tienen datos sobre la primera ascensión ya que, pese la fuerte pendiente de sus últimos cien metros, la cima es fácilmente accesible por una ruta rocosa y pendientes herbosas.
En los meses de verano la frecuentan muchos aficionados. Hay dos refugios (el de Ventosa i Calvell en el valle de Boí y el de la Restanca en Valarties), bien equipados con todos los servicios necesarios para hacer grata la estancia en ellos.
En el invierno también se practican ascensiones con esquís de montaña. Los descensos se hacen, casi siempre, por la misma ruta de ascenso (la Restanca), aunque existen itinerarios (más difíciles) por el valle de Rencules. Más difícil y peligroso es el itinerario que asciende por la cara norte.
Por su posición, un poco desplazada del eje axial, es un mirador circular, desde el que se obtiene una vista espléndida de todo el Valle de Arán. Por esta razón es muy conocida su imagen desde el Pla de Beret, o desde el pueblo de Artiés, en el municipio de Alto Arán.

## Ruta común
Desde el refugio Joan Ventosa i Calvell (2200 m s. n. m.) hay que ir hacia los estanys de Travessany, siempre en dirección norte, hasta llegar al estany de Monges (2410 m s. n. m.). Siguiendo la misma dirección, se ataca directamente la cima por su vertiente sur, hasta llegar al Cap de la Serra (2781 m s. n. m.). Pasaremos por el collado del Montardo (2729 m s. n. m.) y, sin ninguna dificultad, a la cima sin problemas. Se necesitan unas dos horas para superar los 600 metros de desnivel que hay desde el refugio.